# Leptadrillia quisqualis
Leptadrillia quisqualis é uma espécie de gastrópode do gênero Leptadrillia, pertencente a família Drilliidae.